# عبدالله ایبراکوویچ
عبدالله ایبراکوویچ (صربی: Абдулах Ибраковић؛ زادهٔ ۲۲ ژوئیهٔ ۱۹۷۰) بازیکن سابق و سرمربی اهل بوسنی و هرزگوین است. وی به عنوان بازیکن علاوه بر بوسنی و هرزگوین در کشورهای آلمان، اتریش و کرواسی نیز سابقه بازی دارد و حد فاصل سال‌های ۱۹۹۶ تا ۱۹۹۹ عضوی از تیم ملی فوتبال بوسنی و هرزگوین بوده است.
از جمله افتخارات وی به عنوان سرمربی می‌توان به قهرمانی در جام حذفی بوسنی و هرزگوین در سال ۲۰۱۱ و انتخاب به عنوان بهترین سرمربی سال بوسنی و هرزگوین در سال ۲۰۰۹ اشاره کرد، وی در همین سال عنوان جایزه بهترین نتایج ورزشی را از اتحادیه فوتبال بوسنی و هرزگوین را کسب کرد.
ایبراکوویچ دارای مدرک ارشد مدیریت ورزشی از دانشگاه سارایوو و گواهینامه حرفه‌ای اتحادیه فوتبال اروپا می‌باشد و در سال ۲۰۱۱ کتابی تحت عنوان «فوتبال هجومی مدرن» تألیف و منتشر کرده است.